# Bolton (Ontario)

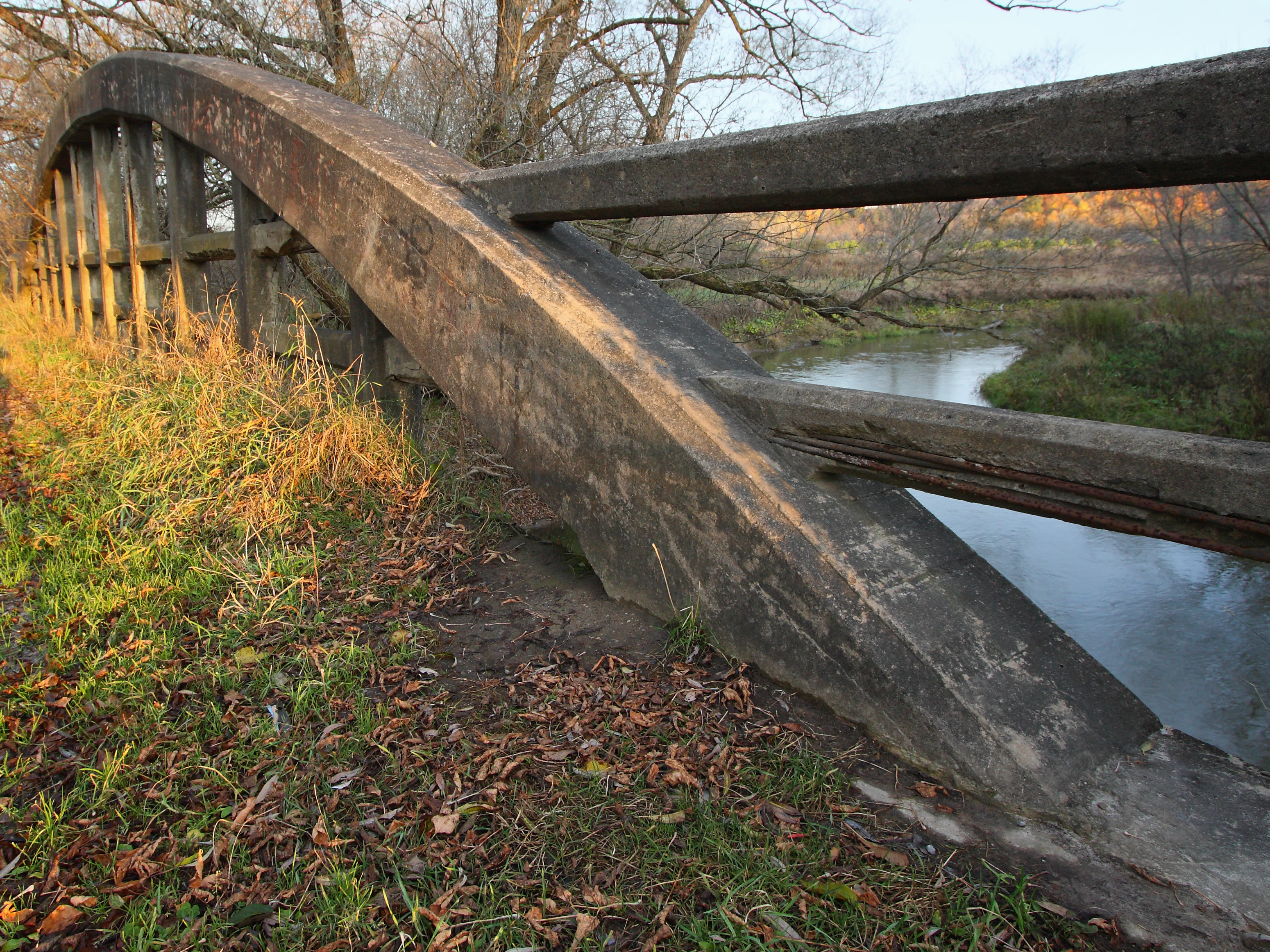
Puente sobre el río Humber

Bolton es una comuna canadiense de la localidad de Caledon, Ontario localizada a 50 km al noroeste de Toronto. Es a su vez el centro urbano más poblado de la zona con 25.954 habitantes de acuerdo con el censo de 2011. Tanto el centro como el resto del área han sido históricamente definidas como una Villa. A lo largo de la población (de norte a sur) discurre el río Humber hasta su desembocadura en el lago Ontario.

## Geografía
El territorio boscoso predomina gran parte del noroeste, norte y este, incluido Humber Valley. Estas áreas de conservación han producido diversas zonas de interés natural. Farmland y Oak Ridges Moraine predominan el horizonte sobre el municipio.
Hay dos puntos de acceso a Bolton por la autopista 427 situada a 15 km al sureste por la autopista 7 y la 400 a 14 km al este por la salida a King Road.

## Historia
Fue fundada por 1822 por James Bolton, quien ayudó a un familiar suyo en la construcción de un molino, entonces la villa recibía el nombre de Bolton Mills.
En 1857 tenía una población de 700 habitantes y formaba parte del condado de Albion County Peel. Bolton fue construido a orillas del río Humber y se propuso la construcción de una línea ferroviaria que conectase el lugar con Toronto y los condados de Grey y Bruce.
El área suburbana empezó a construirse cerca de King Street y la 15th Sideroad of Albion (conocida actualmente como Bolton Heights Road). Hasta finales de los años 70 e inicios de los 80 no empezó a crecer significativamente permitiendo así un mayor desarrollo industrial en el suroeste. En los 80 el área de Columbia experimentó un boom económico mientras el municipio continuaba expandiéndose hacia el sur y oeste.